# Buffalo (Texas)
Buffalo è un comune (city) degli Stati Uniti d'America della contea di Leon nello Stato del Texas. La popolazione era di 1.856 abitanti al censimento del 2010.

## Geografia fisica
Secondo lo United States Census Bureau, la città ha una superficie totale di 11,33 km², dei quali 11,28 km² di territorio e 0,05 km² di acque interne (0,46% del totale).

## Società

### Evoluzione demografica
Secondo il censimento del 2010, la popolazione era di 1.856 abitanti.

### Etnie e minoranze straniere
Secondo il censimento del 2010, la composizione etnica della città era formata dal 75,54% di bianchi, il 9,38% di afroamericani, lo 0,43% di nativi americani, l'1,08% di asiatici, lo 0% di oceanici, il 12,02% di altre razze, e l'1,56% di due o più etnie. Ispanici o latinos di qualunque razza erano il 32,22% della popolazione.